# Theokritos

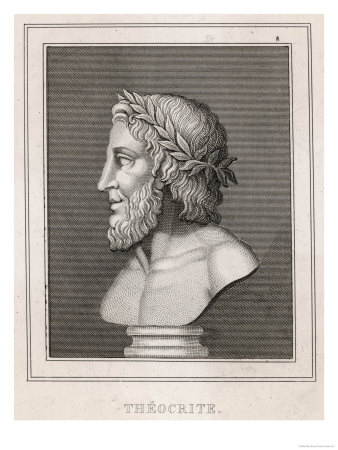
Theokritos

Theokritos (latiniserat Theocritus) var en grekisk skald från Syrakusa på Sicilien som var verksam under första hälften av 200-talet f.Kr. Han var en av de främsta inom herdediktningen (även kallad bukolisk poesi eller idylldiktning) och har ofta räknats som dess skapare. 

## Biografi
Theokritos levde dels i Syrakusa hos kung Hieron II, dels troligen i Alexandria hos Ptolemaios II Filadelfos samt på Kos. Under hans namn har bevarats 30 eller 31 idyller, bland vilka dock några är av tvivelaktig äkthet. De är till största delen skrivna på episkt versmått (hexameter). Några av dem är episkt berättande, andra rent lyriska, många är avfattade i växelsång, som ibland utvecklar sig till verkligt dramatisk form, till exempel i den berömda femtonde ("Syrakusanskorna"), där Sofrons mimer sägs ha tjänat som förebild med avseende på stil och anläggning. Dessutom finns av Theokritos några kortfattade dikter i epigrammatisk stil. Hans språk är en konstgjord poetisk dialekt, som alltefter innehållets och stämningens art är övervägande dorisk eller övervägande jonisk. Eolismer förekommer huvudsakligen i de dikter som misstänks vara oäkta. 
Theokritos herdediktning har tjänat som förebild för den romerska, exempelvis Vergilius', liksom för senrenässansens och rokokons herdeidyller.

## Svenska översättningar
- Theocritos' idyller i disputationer (översättning Axel Gabriel Sjöström, 1830–1833)
- Theokritos' idyller (översättning Erland Lagerlöf, Gleerups, 1884)
- Sånger (tolkade och kommenterade av Ingvar Björkeson, Natur & Kultur, 2004)